# Samuel Clason
Samuel (Sam.) Clason, född 23 juni 1867 i Uppsala, död 19 december 1925 i Stockholm, var en svensk historiker och politiker (högerman).

## Biografi
Clason inledde sina studier vid Uppsala universitet 1884, där han blev filosofie kandidat 1887, filosofie licentiat 1893 och disputerade 1895 för filosofie doktorsgrad på avhandlingen Till reduktionens förhistoria. Gods- och ränteutsöndringarna och de förbundna orterna, om bakgrunden till Karl XII:s reduktioner, vilket även gjorde honom till docent i historia samma år. Som historiker bedrev han bland annat studier i arkivväsendets historia i Sverige och utomlands. Senare kom hans forskning att koncentrera sig på svensk politik vid 1800-talets början, och i synnerhet på Gustav IV Adolfs regeringstid. 
Clason tjänstgjorde i andra kammaren 1884–1898 som riksdagsstenograf och som utskottssekreterare mellan 1888 och 1905. Han var extra ordinarie amanuens vid Riksarkivet och Kammararkivet 1895, samt amanuens vid Riksarkivet 1903. Åren 1895–1898 var Clason notarie i unionskommissionen, sekreterare i konstitutionsutskottet 1899–1900 och i särskilda utskottet vid första och andra urtima riksdagen 1905.
Clason utnämndes 1904 till professor i historia vid Lunds universitet, en befattning han behöll fram till 1916 då han utnämndes till riksarkivarie. Han valdes in i Vitterhetsakademien 1918 och i Vetenskapsakademien 1922.
Clasons politiska karriär inleddes på riksplanet genom att han invaldes i första kammaren 1907, där han blev kvar fram till sin död. I riksdagen representerade Clason högern, och 1916 inträdde han i högerns förtroenderåd. Hans arbete i riksdagen rörde huvudsakligen konstitutionsutskottet, där han var ledamot 1908–1925 och ordförande 1922–1923. Clason kom även att engagera sig i utrikespolitiken: han verkade ivrigt för stöd åt de vita under finska inbördeskriget, för Ålands anslutning till Sverige, och mot ett svenskt inträde i Nationernas förbund.
Från 1916 till sin död var Clason riksarkivarie, med ett avbrott 1923–1924 då han var statsråd och chef för ecklesiastikdepartementet i Ernst Tryggers ministär. Clason var konservativ av den gamla skolan, djupt religiös och nitisk i fosterlands- och försvarsvänlighet. Han var bland annat med vid grundandet av Riksföreningen för svenskhetens bevarande i utlandet 1908.

### Privatliv
Clason var son till professor Edward Clason av vallonsläkten Clason och Clara, född Ulff. Han gifte sig 1895 med Elin Sebardt, dotter till hovapotekaren Carl Wilhelm Sebardt. 
Han ligger begravd på Gryts kyrkogård.

## Utmärkelser och ledamotskap

### Svenska utmärkelser och ledamotskap
- Riddare av Nordstjärneorden, 1905.[2]
- Kommendör av andra klassen av Vasaorden, 1917.[2]
- Kommendör av första klassen av Vasaorden, 1920.[2]
- Kommendör av första klassen av Nordstjärneorden, 1924.[2]
- Ledamot av Kungl. Samfundet för utgivande av handskrifter rörande Skandinaviens historia, 1897.[2]
- Hedersledamot av Kulturhistoriska föreningen för södra Sverige, 1916.[2]
- Ledamot av Kungl. Vitterhets Historie och Antikvitets Akademien, 1918.[2]
- Ledamot av Kungl. Vetenskaps-Societeten i Uppsala, 1919.[2]
- Ledamot av Kungl. Humanistiska Vetenskapssamfundet i Lund, 1919.[2]
- Ledamot av Kungl. Vetenskapsakademien, 1922.[2]